# 金田義倫
金田 義倫（かねだ よしのり、1945年5月6日 - 2020年3月22日）は、京都府中郡峰山町（現：京丹後市）出身の日本のプロ野球選手（投手）、スコアラー。プロの現役時代はほぼ打撃投手として活動した。

## 来歴
父は峰山町で建設会社を営んでいた。
京都府立峰山高等学校時代はエースとして活躍し、1962年夏の全国高校野球京都府大会の準優勝に貢献した。高校のコースは機械科だった。
1964年に阪急ブレーブスに入団。3年生夏の府大会の2回戦の際に、監督の西本幸雄が視察に来ており、これが入団の決め手になった。高校の10年先輩だった野村克也のいる南海ホークスへの入団が周囲では取り沙汰されて新聞にも出たため、怒った父が「契約金はいくらでも結構」という条件で阪急の球団事務所に電話で申し入れたという。
入団後はエースの梶本隆夫や米田哲也の球速に驚き、目立つよう練習で多投していたところ、同期の野呂瀬義昭とともに打撃投手を任されるようになる。二人には「御神酒徳利」というあだ名が付けられた。
1965年オフに、支配下登録選手枠削減に伴う解雇者を決める紅白戦に出され、抑えてチームに残留。しかし削減で野手が不足したため、1966年には二軍で右翼手としても出場した。二軍と一軍打撃投手の掛け持ちが続き、同年オフには西本からフォームをアンダースローに変えて打撃投手となることを指示された。これは当時打線が苦手とした変則フォームの投手対策だった。翌年、阪急は初優勝を達成した。
1969年オフに、西本からスコアラーになることを指示される。体を酷使して複数の負傷を抱え、同年に入団したアンダースローの山田久志の球威を見て引退を考えていた時期で、一度は断ったものの西本の説得により受諾し、当面は打撃投手兼任となる。この際西本からはオーバースローで投げることを許され、対戦相手の想定先発投手に合わせてフォームを変えたという。スコアラーの仕事は根来広光から手ほどきを受けた。1971年のシーズン中に現役を引退。引退まで一軍での登板はなかった。引退に伴い、阪急の球団職員となる。この年のオフ、西本に頼まれてそれまで付けていた背番号「65」を譲っている。公式には現役を引退したあとも、打撃投手として背番号を背負い、当初は「55」、その後「88」を付けた。
1972年以降もスコアラーを（監督が上田利治に交代した後も）続けたほか、打撃投手を1976年まで兼務した。チーフスコアラーの八田正とは「金八コンビ」とも呼ばれ、初めて阪急が日本シリーズを制した1975年には監督の上田が「スコアラーのおかげです」とインタビューで話したこともあった。1979年からは先乗りスコアラーとなり、大阪球場での南海・西武戦の視察に赴いた際、出場していた野村克也（当時西武）が試合中に金田のもとを訪れて落合博満（当時ロッテ）の攻略方法を尋ねる出来事があり、郷里の先輩からの質問に金田は「野球人として一人前、って合格をもらえた気がしたね」と後に述べている。スコアラーはオリックス・ブレーブスとなった後の1990年まで続け、翌年からは広報や宣伝などを担当した。1996年に故郷の峰山町に開業した「峰山球場」（現：京丹後夢球場）でのウェスタン・リーグ公式戦の誘致にも尽力した。
2020年3月22日に誤嚥性肺炎により神戸市の病院で死去。74歳没。野村の死去（2020年2月11日没）から約1ヶ月後であった。
死去から約1年半後の2021年8月7日に催されたしのぶ会では山田久志、福本豊、イチローらからも献花が届いている。

## 人物
投手としては荒れ球気味の球質で、打撃投手に起用された当初、監督の西本は「きれいなスピンで糸を引くような球」を投げた野呂瀬と金田を打者の調子に応じて使い分けたという。
阪急入団後に練習で使われたボールを集め、母校の峰山高校に長らく寄贈し続けた。
高井保弘とは仲がよく、金田が独身の頃は西宮球場近くの高井の自宅に通って飲食をともにしたという。
妻は中学時代の同級生で、一男一女をもうける。娘は西宮市立西宮高等学校在学中の1988年に第70回全国高等学校野球選手権大会入場式で日章旗を持って行進する係を務め、「父の夢を実現できた」というコメントの載った新聞記事を金田は晩年まで大事に保管していた。
スコアラー時代には対戦する選手の癖などをノートに書きため、スコアラー退任後に書籍化する誘いもあったが「データやヒントは試合で生かされてなんぼだからね。僕の手柄にしちゃ、選手に失礼だよ。」とすべて処分したという。

## 詳細情報

### 背番号
- 65 （1964年 - 1971年）
- 55 （1972年）
- 88 （1973年 - 1976年）